# Do rycerzy, do szlachty, doo mieszczan
Do rycerzy, do szlachty, doo mieszczan – dziesiąty album studyjny polskiej grupy muzycznej Hey. Wydawnictwo ukazało się 6 listopada 2012 roku nakładem wytwórni muzycznej Supersam Music w dystrybucji Mystic Production. Album został zarejestrowany w Krainie Westernu w Sarnowej Górze w kwietniu w 2012 i we wrocławskim studiu Fonoplastykon pomiędzy lipcem a wrześniem 2012 roku.
Nagrania dotarły do 3. miejsca zestawienia OLiS. Płyta uzyskała certyfikat platynowej.

## Lista utworów
Opracowano na podstawie materiału źródłowego.
| Nr  | Tytuł utworu                            | Słowa              | Muzyka                                                              | Długość |
| --- | --------------------------------------- | ------------------ | ------------------------------------------------------------------- | ------- |
| 1.  | „Wieliczka”                             | Katarzyna Nosowska | Paweł Krawczyk, Katarzyna Nosowska, Marcin Zabrocki                 | 3:58    |
| 2.  | „Co tam?”                               | Katarzyna Nosowska | Paweł Krawczyk                                                      | 3:48    |
| 3.  | „... że się kupidyn tobą interesuje”    | Katarzyna Nosowska | Paweł Krawczyk, Katarzyna Nosowska, Marcin Zabrocki                 | 3:49    |
| 4.  | „Woda”                                  | Katarzyna Nosowska | Paweł Krawczyk, Katarzyna Nosowska, Marcin Zabrocki                 | 4:14    |
| 5.  | „Lilia, kula i cyrkiel”                 | Katarzyna Nosowska | Paweł Krawczyk                                                      | 3:34    |
| 6.  | „Podobno”                               | Katarzyna Nosowska | Paweł Krawczyk                                                      | 4:27    |
| 7.  | „Wilk vs. kot”                          | Katarzyna Nosowska | Paweł Krawczyk                                                      | 4:05    |
| 8.  | „Bez chorągwi”                          | Katarzyna Nosowska | Katarzyna Nosowska, Marcin Zabrocki                                 | 4:30    |
| 9.  | „Lot pszczoły nad tymiankiem”           | Katarzyna Nosowska | Jacek Chrzanowski                                                   | 4:08    |
| 10. | „Do rycerzy, do szlachty, do mieszczan” | Katarzyna Nosowska | Paweł Krawczyk, Katarzyna Nosowska, Marcin Zabrocki                 | 4:55    |
| 11. | „Z przyczyn technicznych”               | Gabriela Kulka     | Paweł Krawczyk, Gabriela Kulka, Katarzyna Nosowska, Marcin Zabrocki | 4:09    |
|     |                                         |                    |                                                                     | 45:37   |

## Twórcy
Opracowano na podstawie materiału źródłowego.
| - Katarzyna Nosowska – wokal prowadzący, słowa, muzyka - Paweł Krawczyk – gitara, muzyka, współprodukcja muzyczna - Marcin Żabiełowicz – gitara - Jacek Chrzanowski – gitara basowa, muzyka - Robert Ligiewicz – perkusja - Kobas Laksa – zdjęcia - Macio Moretti – oprawa graficzna - Maciej Wasio – wokal wspierający |  | - Marcin Macuk – wokal wspierający - Paweł Pająk – wokal wspierający - Rafał Kurowski – wokal wspierający - Robert Nastal – wokal wspierający - Gabriela Kulka – gościnnie, słowa, muzyka - Marcin Bors – gościnnie, produkcja muzyczna, mastering, miksowanie, realizacja nagrań - Ignacy Gruszecki – asystent - Marcin Zabrocki – muzyka |